# فرودگاه دریاچه اوپاپیمیسکان
فرودگاه دریاچه اوپاپیمیسکان  (به انگلیسی: Opapimiskan Lake Airport) یک فرودگاه خصوصی است که یک باند فرود شن دارد و طول باند آن ۱۴۸۱ متر است. این فرودگاه در کشور کانادا قرار دارد و در ارتفاع ۳۰۸ متری از سطح دریا واقع شده است.